# Messale di Barbara di Brandeburgo

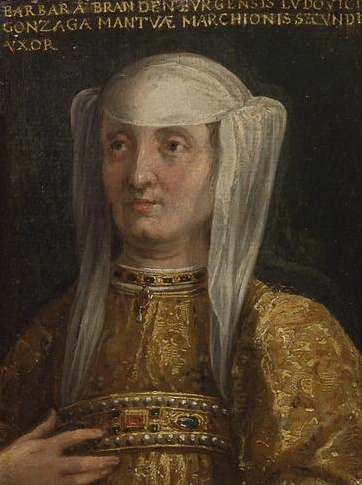
Ritratto di Barbara di Brandeburgo

Il Messale di Barbara di Brandeburgo (o Messale di Barbara) è un messale miniato nel 1442 da Belbello da Pavia per la cattedrale di San Pietro di Mantova, ora custodito nel Museo diocesano di arte sacra Francesco Gonzaga.

## Storia
Fu commissionato da Gianlucido Gonzaga, figlio di Gianfrancesco Gonzaga, I marchese di Mantova a Belbello da Pavia. 
Gianlucido diede incarico poi a Barbara di Brandeburgo di portare a termine l'opera che, su suggerimento di Andrea Mantegna, fu completata nel 1465 dal miniatore Girolamo da Cremona, aiutante di Taddeo Crivelli.
Conta circa 2000 capilettera e 68 miniature con figure e venne donato alla cattedrale di Mantova dal cardinale Ercole Gonzaga nel 1554.
Nel 1935 venne inviato a Parigi in occasione dell'esposizione d'Arte Italiana.